# Anthidium afghanistanicum
Anthidium afghanistanicum är en biart som beskrevs av Mavromoustakis 1965. Anthidium afghanistanicum ingår i släktet ullbin, och familjen buksamlarbin. Inga underarter finns listade i Catalogue of Life.